# Barry Miles
Barry Miles (* 1943 in Cirencester, England) ist ein britischer Journalist und Schriftsteller. Er hat zahlreiche Biografien und Bücher über Persönlichkeiten der Popkultur der 1960er Jahre geschrieben, unter anderem über Paul McCartney, The Beatles, William S. Burroughs, Jack Kerouac, Frank Zappa, Charles Bukowski, Allen Ginsberg, John Lennon, und The Clash. Seine jüngste Veröffentlichung – ein Buch über William S. Burroughs – erschien 2014.

## Leben
In den 1960er Jahren war Miles Mitbesitzer der im exklusiven Londoner Stadtteil Mayfair gelegenen Indica Gallery, einer Kunstgalerie der damaligen Gegenkultur. Das ermöglichte es ihm, mit vielen Stars der Szene im „Swinging London“ zusammenzutreffen. Miles stellte den Kontakt her zwischen Paul McCartney und Leuten, welche die Underground-Zeitung The International Times gründen wollten, an deren Gründung McCartney in der Folge beteiligt war. Später leitete Miles das kurzlebige experimentelle Plattenlabel Zapple Records, das als Unterlabel zu Apple Records gehörte. Im Jahr 1998 schrieb er Many Years from Now, McCartneys offizielle Biografie.
Miles und seine Ehefrau – beide lebten 1965 in der Londoner Hanson Street 15 – machten McCartney mit „Hash Brownies“ bekannt, wie damals Gebäck genannt wurde, das unter Zugabe von Cannabis oder Cannabisprodukten (Haschisch) hergestellt worden war. Dabei kam ein Rezept für „Hasch-Fudge“ – Fudge ist eine karamellähnliche Süßigkeit aus Butter, Zucker und Milch – zur Anwendung, welches sie in Alice B. Toklas Kochbuch gefunden hatten.
Miles veröffentlichte das Buch Hippie, das mittels Interviews, Zitaten und Bildern die Geschichte der Hippiebewegung der 1960er und frühen 1970er Jahre erzählt. Zusammen mit Charles Perry und James Henke schrieb er I Want to Take You Higher, eine Dokumentation über die Ausstellung des Clevelander Museums Rock and Roll Hall of Fame.
Als Autor und Journalist wurde Miles für seine kritische Haltung gegenüber Musikern bekannt, die öffentlich Ansichten des Libertarismus und/oder Kapitalismus unterstützten. Zu den Künstlern, mit denen er deshalb in Konflikt geriet, gehörten Neil Peart von Rush und Frank Zappa. Die Ansichten solcher Musiker stehen in starkem Gegensatz zu denen des Sozialisten Miles.

## Veröffentlichungen
- Pink Floyd – Die frühen Jahre. Übersetzt von Conny Lösch. Höfen: Hannibal Verlag, 2008. ISBN 3-85445-278-0
- Zappa. Übersetzt von Michael Kellner. Berlin: Rogner und Bernhard bei Zweitausendeins, 2005, 2. Auflage. ISBN 3-8077-1010-8
- Hippies. Übersetzt von Thomas Ritsche.München: Coll. Rolf Heyne, 2005. ISBN 3-89910-257-6
- The Beat Hotel: Ginsberg, Burroughs, and Corso in Paris, 1958-1963. New York: Grove Press, 2000. ISBN 0-8021-3817-9
- Paul McCartney: Many Years From Now. Übersetzt von Carl-Ludwig Reichert und Fritz Schneider. Reinbek bei Hamburg : Rowohlt-Taschenbuch-Verlag, 1999. ISBN 3-499-60892-8
- William S. Burroughs. Übersetzt von Udo und Esther Breger. Berlin: Ullstein, 1999. ISBN 3-548-35906-X
- Allen Ginsberg/Barry Miles (Hrsg.)/Rolf Schwendter: Howl. Hamburg: Kellner, 1998. ISBN 3-89630-105-5
- als Hrsg. John Lennon – In eigenen Worten. Übersetzt von Kathrin Razum. Heidelberg: Palmyra, 1996. ISBN 3-930378-10-8
- als Hrsg.: Frank Zappa – In eigenen Worten. Übersetzt von Kathrin Razum. Heidelberg: Palmyra, 1996, für die dt.-sprachige Ausg. aktualisiert. ISBN 3-930378-08-6
- als Hrsg. mit Dieter Moll: The Rolling Stones – Die komplette Chronik von 1960 bis heute. Köln: Heel, 1995. ISBN 3-89365-459-3
- William S. Burroughs – Eine Biographie. Übersetzt von Udo Breger und Esther Breger. Hamburg: Kellner, 1994. ISBN 3-927623-41-5
- als Hrsg. mit Pearce Marchban: Die Beatles, wie sie sich selbst sehen. Übersetzt von Eva Maria Brunner und Rainer Moers. Bergisch Gladbach: Lübbe, 1981, Dt. Erstveröffentlichung, 2. Auflage. ISBN 3-404-60038-X.